# Daniel Grao Valle
Daniel Grao Valle (Sabadell, Vallès Occidental, 17 de febrer de 1976) és un actor, model i filantrop català.

## Biografia
Daniel Grao va començar la seva carrera en televisió en 2001, participant en la telenovel·la El cor de la ciutat, transmesa des de l'11 de setembre de 2000 fins a 23 de desembre de 2009 per TV3. Després de debutar com a actor, Grau ha alternat els seus papers en televisió, amb papers al cinema, participant en produccions com Fumata blanca, Jugar a matar, Di que sí, A ras de suelo o Juego.
En 2006, va interpretar a David Altable en la sèrie de televisió Amistades peligrosas. Aquest mateix any, Grau va realitzar una participació especial en tres capítols d' Hospital Central, va estar a El comisario i va interpretar a Pedro Sango en la sèrie de televisió Quart.
En 2007, es va incorporar en la tercera temporada de la sèrie de televisió Amar en tiempos revueltos, interpretant a Silvestre Ribadesella. El 2008, interpretà Carlos a la sèrie de televisió espanyola Sin tetas no hay paraíso, basada en la sèrie colombiana del mateix nom, escrita pel guionista colombià Gustavo Bolívar.
En 2009, va ser triat per a interpretar el personatge principal de Jorge Vega en la sèrie de televisió Acusados, produïda per Ida y Vuelta, en coproducció amb Telecinco. Després de finalitzar el rodaje de la segona temporada d' Acusados, Grao va tornar al cinema amb Els ulls de la Júlia.
El 2011, Grao va estar en un capítol de la segona temporada de Los misterios de Laura i a alguns episodis de la sèrie Ángel o demonio. Aquest mateix any, va interpretar a Mario Conde en la sèrie biografíca Mario Conde: los días de gloria.
En 2012, va participar en l'últim capítol de la quarta temporada d' Águila Roja i va ser triat com a protagonista de la sèrie d'Antena 3, Luna, el misterio de Calenda. Aquest mateix any, va participar en la pel·lícula Fin.
El 2013 va participar en Hermanos i Prim, l'assassinat del carrer del Turco, per a Telecinco i TVE, respectivament. Aquest mateix any, va participar en la pel·lícula espanyola La mula, dirigida per Michael Radford, va realitzar una participació en l'obra de teatre Emilia i interpreta a Ignacio en la minisèrie espanyola Tormenta.
En 2014, va ser convidat per Antena 3 per a interpretar a Juan Prados en la sèrie de televisió Sin Identidad.
L'any 2016 va interpretar el paper de Rafael Rodríguez Rapún al teatre Lliure.
En 2018, va interpretar a Bernat Estanyolen en la sèrie d'Antena 3 i Netflix, La catedral del mar, basada en la novel·la homònima d'Ildefonso Falcones. Aquest mateix any, va interpretar a Tomás Guerrero en la sèrie original de Movistar+, Gigantes.

## Filmografia

### Televisió
| Any               | Títol                                   | Personatge            | Cadena    | Dades       |
| ----------------- | --------------------------------------- | --------------------- | --------- | ----------- |
| 2001              | Temps de silenci                        | Feixista 2            | TV3       | 1 episodi   |
| 2001              | El cor de la ciutat                     | Benny                 | TV3       |             |
| 2002 - 2004; 2007 | El comisario                            |                       | Telecinco | 5 episodis  |
| 2002; 2007        | Hospital Central                        | Álvaro / Perico       | Telecinco | 3 episodis  |
| 2002              | Plats bruts                             |                       | TV3       | 1 episodi   |
| 2003              | Majoria absoluta                        |                       | TV3       | 1 episodi   |
| 2003              | Jugar a matar                           | Raúl                  | Telecinco | TV Movie    |
| 2006              | El asesino del parking                  | Raúl Sanchís          | Telecinco | TV Movie    |
| 2006              | Amistades peligrosas                    | David Altable         | Cuatro    | 45 episodis |
| 2007              | Quart                                   | Pedro Sango           | Antena 3  | 6 episodis  |
| 2007              | Amar en tiempos revueltos               | Silvestre Ribadesella | TVE       | 11 episodis |
| 2007              | Positius                                | Ballarí cec           | TV3       | TV Movie    |
| 2008              | Sin tetas no hay paraíso                | Carlos                | Telecinco | 9 episodis  |
| 2008              | Plan América                            | Antonio Roca          | TVE       | 5 episodis  |
| 2009              | Hermanos y detectives                   |                       | Telecinco | 1 episodi   |
| 2009 - 2010       | Acusados                                | Jorge Vega            | Telecinco | 18 episodis |
| 2011              | Los misterios de Laura                  | Alfredo               | TVE       | 1 episodi   |
| 2011              | Ángel o demonio                         | Valafar               | Telecinco | 6 episodis  |
| 2012              | Águila Roja                             | Fernando de Medina    | TVE       | 1 episodi   |
| 2012 - 2013       | Luna, el misterio de Calenda            | Raúl Pando            | Antena 3  | 20 episodis |
| 2013              | Tormenta                                | Ignacio               | Antena 3  | 2 episodis  |
| 2014              | Mario Conde. Los días de gloria         | Mario Conde           | Telecinco | 2 episodis  |
| 2014              | Hermanos                                | Víctor                | Telecinco | 2 episodis  |
| 2014              | Prim, l'assassinat del carrer del Turco | José María Pastor     | TVE       | TV Movie    |
| 2014 - 2015       | Sin identidad                           | Juan Prados           | Antena 3  | 23 episodis |
| 2015              | Los nuestros                            | Comandante Torres     | Telecinco | 3 episodis  |
| 2016              | La sonata del silencio                  | Antonio               | TVE       | 9 episodis  |
| 2018              | La catedral del mar                     | Bernat Estanyol       | Antena 3  | 3 episodis  |
| 2018              | Asesinato en la universidad             | Alberto               | TVE       | TV Movie    |
| 2018              | Gigantes                                | Tomás                 | Movistar+ | 12 episodis |
| 2019              | Paquita Salas                           | Andy Ayuso            | Netflix   | 1 episodi   |
| 2019              | Promesas de arena                       | Andy                  | TVE       | 6 episodis  |
| 2020              | Perdida                                 | Antonio Santos Camps  | Antena 3  | 11 episodis |
| 2020              | HIT                                     | Hugo Ibarra Tomás     | TVE       | 13 episodis |

### Teatre
- Ilusiones - Dir. Miguel del Arco
- La piedra oscura - Dir. Pablo Messiez
- Emilia - Dir. Claudio Tolcachir
- La avería - Dir. Blanca Portillo
- Voces póstumas - Dir. Joaquín Hinojosa
- A escasos metros - Dir. Manuela Lorente
- Es desde aquí que miro la luna - Dir. Quique Culebras

### Curtmetratges
- Café para llevar - Dir. Patricia Font (2014)
- Cicatrices - Dir. Miguel Aguirre (2013)
- Tránsito - Dir. Macarena Astorga (2013)
- Un reflejo de ti - Dir. Ramón Rodríguez (2012)
- Amores ciegos - Dir. Marisé Samitier (2011)
- Amores Breves - Dir. Cristóbal Hernández Pinto (2009)
- Juego - Dir. Ione Hernández (2006)
- Un don divino - Dir. Alam Raja i Vergés
- Matriuska - Dir. Milkor Acevedo (2001)
- Estado liquido. Dir. Medi Terraza (2000)

### Cinema
- El año de la furia (2020) - Dir. Rafa Russo
- El asesino de los caprichos (2019) - Dir. Gerardo Herrero
- El árbol de la sangre (2018) - Dir. Julio Medem
- Animales sin collar (2018) - Dir. Jota Linares
- La piedra oscura (2017) - Dir. Fernando González Molina
- Julieta (2016) - Dir. Pedro Almodóvar
- Acantilado (2015) - Dir. Helena Taberna
- Palmeras en la nieve (2015) - Dir. Fernando González Molina
- Fin (2012) - Dir. Jorge Torregrossa
- La mula - Dir. Michael Radford
- Els ulls de la Júlia - Dir. Guillem Morales
- El amor se mueve - Dir. Mercedes Alfonso Padrón
- Soledad, que más puta en verano (2001) - Dir. Ignacio Delgado
- Di que sí - Dir. Juan Calvo
- La flaqueza del bolchevique - Dir. Manuel M. Cuenca
- Volverás - Dir. Antonio Chavarrías
- Fumata Blanca - Dir. Miquel García
- Casa de locos - Dir. Cedric Lampsische

## Premis
Premis de la Unión de Actores
| Any  | Categoria                           | Sèrie/Pel·lícula/Obra de teatre | Resultat  |
| ---- | ----------------------------------- | ------------------------------- | --------- |
| 2015 | Millor actor protagonista de teatre | La piedra oscura                | Nominat   |
| 2011 | Millor actor secundari de teatre    | La avería                       | Guanyador |
| 2009 | Millor actor revelació              | Acusados                        | Nominat   |

- Premi al Millor actor al XIV Festival Internacional de Curtmetratges de Torrelavega per Tránsito en 2013[33]
- Finalista al Millor actor al Festival de Curts de Barcelona per Tránsito el 2014[34]